# 스파이 (1928년 영화)
스파이(Spione, The Spy)는 미국에서 제작된 프리츠 랑 감독의 1928년 멜로/로맨스, 스릴러 영화이다. 루돌프 클라인-로그 등이 주연으로 출연하였고 에리히 포머 등이 제작에 참여하였다.

## 출연

### 주연
- 루돌프 클라인-로그

### 조연
- 리엔 데예르
- 프릿츠 라습
- 폴 호비거
- 게오그 존

## 제작진
- 원작자: 테아 폰 하르보우
- 미술: 오토 훈테
- 미술: 칼 볼브레트